# 马更些山脉
马更些山脉（英語：Mackenzie Mountains）是加拿大一座山脉，位於育空地区和西北地区边界地帶。该山脉名稱來源自加拿大第二任总理亚历山大·麦肯齐。該山脈海拔最高為2972米。马更些山脉擁有納漢尼國家公園保留地和纳茨伊奇沃国家公园保留地。